# Cyrtandra hornei
Cyrtandra hornei är en tvåhjärtbladig växtart som beskrevs av Charles Baron Clarke. Cyrtandra hornei ingår i släktet Cyrtandra och familjen Gesneriaceae. Inga underarter finns listade i Catalogue of Life.